# 櫻真耶
櫻真耶（さくら　まや、1998年7月26日—），是一名日本年輕的女性演歌歌手，出身於北海道帶廣市，2008年以10歲年紀出道，當時憑《大漁豐收祭》打進樂壇，2009年同時獲得日本唱片大獎及日本有線大獎的「新人獎」，成為兩獎自設立以來最年輕的得獎者。同年度亦獲邀參與第60回NHK紅白歌合戰，於特別企劃項目「小紅白歌合戰」中出演。
現就讀日本大學，同時兼顧歌唱事業及學業。

## 簡介
櫻真耶原名「草野真耶」，出身於北海道帶廣市，為家中次女，家庭經營割烹料理店。2歲半起開始分別學習小提琴、鋼琴、豎琴、日本箏等樂器，亦有學習樂理、歌唱、芭蕾舞及日本舞。2004年參加第19屆全國童謠歌唱比賽，以一曲《母親的嬰兒》（ママが赤ちゃん）於兒童組奪得金獎。2008年獲日本皇冠簽約，成為唱片公司內最年輕的演歌歌手，並在12月推出第1首個人單曲《大漁豐收祭》，三日後於東京台東區的著名遊樂場「淺草花屋敷」內舉行出道後的首個公開演出。
2009年由帶廣市搬往東京都居住，並由「帶廣市立帶廣東小學校」轉至「台東區立千束小學校」就讀。暑假期間舉行了首次全國性巡迴宣傳活動，也開始出席各種的電視台、電台訪問及參與電視劇活動，首齣參演的電視劇為TBS電視台的「水戶黄門」。年尾同時獲日本唱片大獎及日本有線大獎頒發新人獎，並獲邀參與NHK紅白歌合戰。2010年被委任為帶廣觀光大使，亦再次在日本唱片大獎中獲得「日本作曲家協會獎勵賞」。
2011年參與朝日電視台，由關8主持的電視節目《關8比賽中》中的卡啦OK對決環節，創出全勝的紀錄，被冠以「卡啦OK不敗女皇」的稱號；2012年推出了特別專輯「真耶☆卡啦OK不敗女皇的歌曲」（まや☆カラ カラオケクイーンさくらまやと歌おう!!），把環節中所唱過的歌曲都收錄在此，並作為出道五周年的紀念專輯。

## 已推出的唱片

### 單曲
| 大碟名稱                          | 收錄作品                                | 開售日期                   | Oricon公信榜最高排名順位 |
| --------------------------------- | --------------------------------------- | -------------------------- | ------------------------ |
| 大漁豐收祭 （大漁まつり）                   | 大漁豐收祭（大漁まつり） 搖籃曲（ねんころ子守唄）               | 2008年12月3日              |                          |
| 戴三度笠的流浪貓 （ノラ猫三度笠）             | 戴三度笠的流浪貓（ノラ猫三度笠） 日本全國元氣節（日本全国元気節） | 2010年3月3日               |                          |
| 麵包超人的進行曲〜演歌版本～ （アンパンマンのマーチ〜演歌バージョン〜） | 麵包超人的進行曲〜演歌版本～ （アンパンマンのマーチ〜演歌バージョン〜） （）  | 2010年8月25日              |                          |
| 雲端上的晴空塔 （スカイツリーは雲の上）               | 雲端上的晴空塔（スカイツリーは雲の上） （）                 | 2010年12月8日              |                          |
| 從我這邊獻給你們 （私からあなたへ）             | 從我這邊獻給你們（私からあなたへ） 故鄉是茜色（ふるさとは茜色）     | 2011年9月7日               |                          |
| 奇蹟在這裏 （奇跡はここにある）                   | 奇蹟在這裏（奇跡はここにある）                          | 2013年11月6日 （網絡限定） |                          |
| 岸邊心愛的妻子 （浜の恋女房）               | 岸邊心愛的妻子（浜の恋女房） 這不挺好的嗎（ええじゃないか）     | 2014年10月8日              |                          |

## NHK紅白歌合戰出場紀錄
| 年份/屆數        | 出場 次數 | 曲目           | 出演 次序 | 對戰歌手 | 備註         |
| ---------------- | --------- | -------------- | --------- | -------- | ------------ |
| 2010年（第61回） | 初        | 大漁豐收祭（大漁まつり） | ---       | ---      | 特別企劃環節 |

## 外部連結
- 櫻真耶官方網站 （页面存档备份，存于）（日語）
- 日本皇冠唱片櫻真耶官方網站 （页面存档备份，存于）（日語）
- 櫻真耶公式部落格 （页面存档备份，存于）（日語）
- 櫻真耶公式部落格（舊） （页面存档备份，存于）（日語）